# Луарсаб II
Луарсаб II (груз. ლუარსაბ II) (1592—1622) — царь Картли (1606—1614).

## Шах Аббас I и царь Луарсаб II
этот царь Луарсаб был красивым, и нигде не появлялся такой прекрасный человек, подобный ему, полный благочестивых и мужественных нравов.Бери Эгнаташвили, Новая история Грузии
Находящийся в Тбилиси шах Аббас I утвердил 14-летнего Луарсаба на царствование в связи с внезапной кончиной царя Георгия X. Луарсабу II было поручено противодействие Османской империи. Молодой царь проявил себя в битве при Ташискари (1609).
В 1610 году посетил шаха, который вернул ему тбилисскую крепость (в крепости квартировались османы, а с 1606 года кызылбаши). К концу 1611 года Луарсаб женился на сестре Георгия Саакадзе, но по требованию князей расторг брак. Вследствие этого возник заговор против Георгия Саакадзе.
В 1612 году по повелению Луарсаба II был убит хан Казаха, который по приказу иранского шаха разорял Картли. В том же году царь выдал замуж сестру Хорешан за царя Кахетии Теймураза I. Породнившиеся цари договорились совместно противостоять ожидаемой агрессии со стороны Ирана.

## Пленение и казнь царя
Во время нашествия шаха Аббаса в начале 1614 года Луарсаб II отправился в Имеретию к грузинским царям и османским наместникам с просьбой о помощи в борьбе против Ирана.
В октябре того же года по приказу шаха Луарсаб II возвратился в Картли и прибыл к нему, заявив: «Если не пойду, разорит земли и выселит [жителей в Иран]». Шах заточил Луарсаба в Мазендеране и затем в Ширазе. Несмотря на просьбы политических деятелей Грузии и посредничество России царь был казнён за отказ принять ислам. Был женат на сестре Георгия Саакадзе, детей не было.
Царь Луарсаб II был причислен к лику святых.

## В культуре
Луарсаб стал персонажем романа Анны Антоновской «Великий Моурави».
В фильме «Георгий Саакадзе» Луарсаба сыграл Спартак Багашвили.